# Strejcekia
Strejcekia is een geslacht van vliesvleugeligen uit de familie Pteromalidae. De wetenschappelijke naam van dit geslacht is voor het eerst geldig gepubliceerd in 1972 door Boucek.

## Soorten
Het geslacht Strejcekia omvat de volgende soorten:
- Strejcekia brevior Boucek, 1972
- Strejcekia elegans Boucek, 1972